# Jenny la tennista (film)
Jenny la tennista (エースをねらえ！?, Ēsu o nerae!) è un film d'animazione del 1979, diretto da Osamu Dezaki e prodotto dalla Tokyo Movie Shinsha in collaborazione con Madhouse.
Il lungometraggio è un nuovo adattamento della prima parte dell'omonimo manga di Sumika Yamamoto, già precedentemente trasposta in due diverse serie TV anime, la prima delle quali sempre diretta da Dezaki, e a cui aveva partecipato gran parte dello staff di questo film, come il character designer e art director Akio Sugino.

## Trama
Jenny Hiromi (Hiromi Oka in originale) è una timida studentessa appassionata di tennis. Inizia a giocare appena entrata al liceo; all'arrivo al prestigioso club cade però immediatamente in soggezione davanti a Reika.
Cerca di imitarla e prendere esempio da lei, affascinata com'è da questa ragazza più grande, la quale è oltretutto la miglior giocatrice della squadra scolastica, conosciuta anche come Madame Butterfly per la grazia del suo gioco.
Pratica con costanza e con grande forza di volontà i corsi di tennis, sport che lei adora, per poter arrivare a partecipare ai tornei più prestigiosi, e così realizzare il suo sogno di emulare Reika, che tanto stima e ammira. Viene ben presto riconosciuto il suo indubbio e personalissimo talento.
Quando la squadra giungerà ad avere un nuovo allenatore, questi si accorgerà immediatamente del potenziale insito in lei e inizia allora ad addestrarla intensamente per farla diventare una grande campionessa; ma ben presto la ragazza si innamora: spinta da Jin a sacrificare la vita privata in cambio dell'affermazione in campo sportivo, Jenny trascura il proprio amore per Todo, il miglior giocatore del club maschile. Ma di questo ne soffre intensamente.
La sua improvvisa salita alla ribalta ha intanto provocato l'inevitabile gelosia degli altri: Jenny deve affrontare ogni giorno l'invidia e l'astio nei suoi confronti da parte delle altre giocatrici, soprattutto Otowa, esclusa dal torneo da Jeremy a favore di Jenny, tanto da essere oggetto di pettegolezzi, molestie e maldicenze.

## Colonna sonora
Le musiche vennero composte da Kōji Makaino su testi di Machiko Ryū, mentre le canzoni furono eseguite dagli Shōnen Tanteidan. Makaino si era già occupato della colonna sonora per la serie televisiva del 1978, Shin Ace o Nerae. Infatti, oltre alle musiche originali composte appositamente per il film, vennero riutilizzati alcuni brani strumentali e canzoni tratti da quest'ultima serie.

### Canzoni
1. Mabushii kisetsu ni (まぶしい季節に) (titoli di testa)
2. Harukana yume (はるかな夢) (titoli di coda)

## Distribuzione
Il film è stato distribuito in Giappone nelle sale l'8 settembre 1979, mentre in Italia è stato trasmesso da Euro TV il 14 ottobre 1984 alle 18:00.

### Edizione italiana
Il doppiaggio italiano è stato eseguito dalla Oceania Film. A differenza della prima serie anime, nell'adattamento italiano di questo film sono stati mantenuti i nomi originali dei personaggi, ad eccezione della protagonista Jenny; mentre il suo nome originale, Hiromi, ne diventa il cognome.

### Edizioni home video
In Giappone il film è stato distribuito in DVD da Bandai Visual il 25 novembre 2001 e il 27 marzo 2005. Bandai ha successivamente distribuito il film anche il Blu-ray il 26 settembre 2008 e il 26 luglio 2016.
In Italia è stato pubblicato in VHS e Betamax nel 1984 dalla ITB (Italian TV Broadcasting). In seguito è stato distribuito sempre in VHS da diverse case come Eden Video e Yamato Video. L'edizione DVD è stata pubblicata nel 2007 dalla Mondo TV con il titolo Jenny la tennista - Il film.